# شب الليل الجلبي
شبُّ الليل الجلبي أو أو شب الليل البستاني أو الشَّوَّاق الجلبي أو شب الليل أو ورد الليل أو نوار الليل أو الأثمان أو الشاب الظريف أو نوار عشية يسمى أيضا أعجوبة البيرو، هي نبتة جذابة معمرة، أي نبتة تعيش لأكثر من سنة واحدة. تعيش في أمريكا الاستوائية. تنمو النبتة بسهولة وتزرع في الغالب كالنبتة الحولية.
ينمو شبّ الليل إلى ارتفاع يراوح من 60 و 120سم. ولها أزهار زكية الرائحة قد تكون بيضاء أو وردية أو حمراء أو صفراء أو مزيجا من هذه الألوان. والواقع أن ما يبدو وكأنه أزهار ما هو إلا قنابات تحيط بالأزهار الحقيقية الصغيرة جدا. ويستمد شبّ الليل اسمه من واقع أن أزهاره تفتح في وقت متأخر من بعد الظهيرة وتغلق في الصباح. ينمو شبّ الليل في كل أنواع الترب تقريبا. ويمكن زراعته إما من بذوره أو من جذوره التي تغرس في وقت الربيع. ويستخدم شبّ الليل نبتة سياجية جذابة.

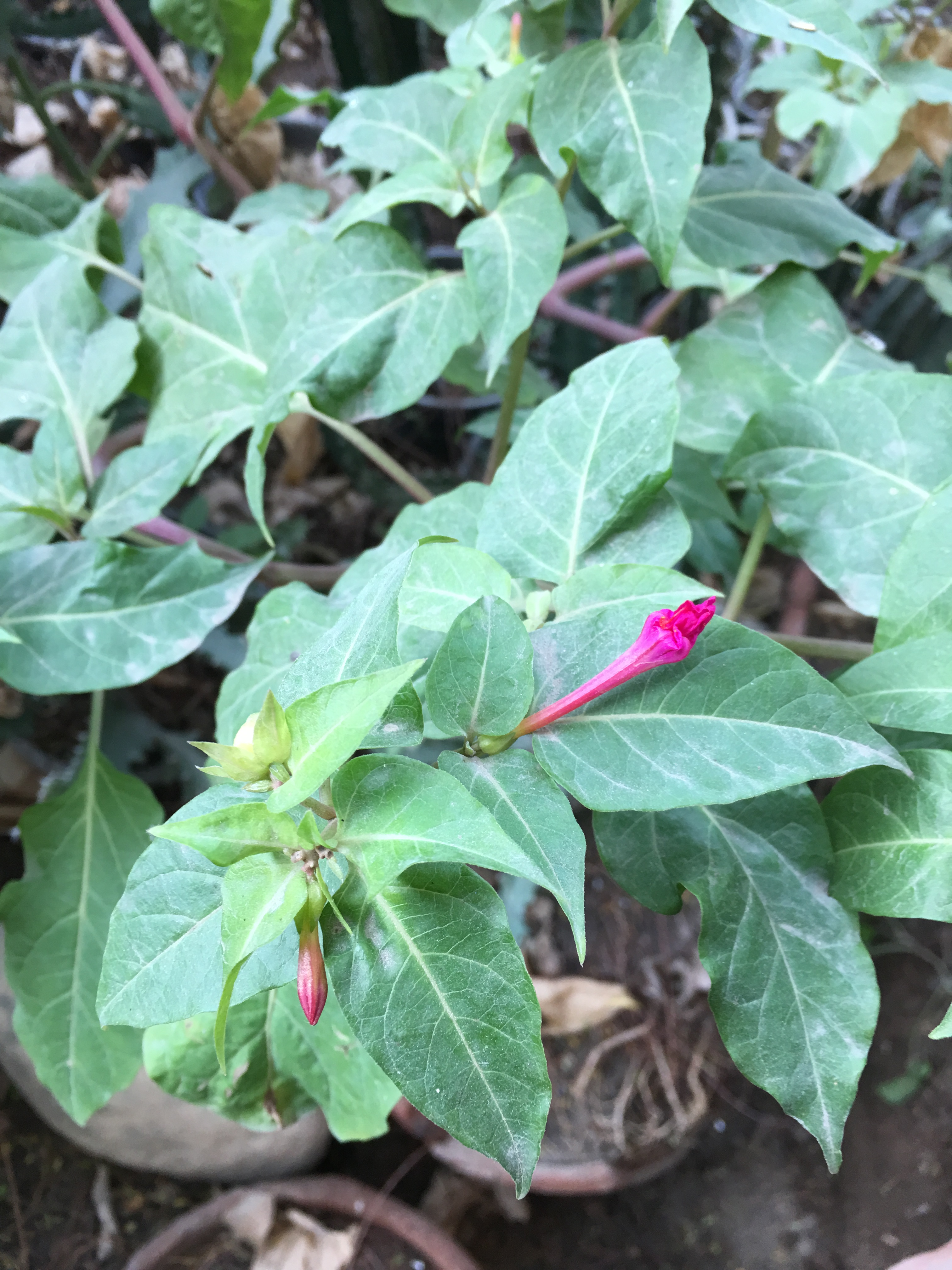
نبات شب الليل في القاهرة